# 須賀高明
須賀 高明（すが たかあき）は、日本の実業家、富士通ネットワークソリューションズ株式会社代表取締役社長、富士通株式会社ネットワークサービス事業本部本部長。

## 人物・経歴
東京都出身。
1987年3月、立教大学理学部卒業。同年4月、富士通株式会社入社。民需向けの通信機器の設計業務に従事する。
2014年6月、同社ネットワークサービス事業本部IoTビジネス推進室長に就任。
その後、同社ネットワークサービス事業本部本部長を務め、2018年、富士通ネットワークソリューションズ株式会社取締役に就任。2021年、同社常務に就任。
2025年4月、同社代表取締役社長に就任。